# Saltonacris
Saltonacris is een geslacht van rechtvleugeligen uit de familie veldsprinkhanen (Acrididae). De wetenschappelijke naam van dit geslacht is voor het eerst geldig gepubliceerd in 1976 door Descamps.

## Soorten
Het geslacht Saltonacris omvat de volgende soorten:
- Saltonacris avellinoi Descamps, 1976
- Saltonacris cymae Descamps, 1976
- Saltonacris dichroa Gerstaecker, 1889
- Saltonacris lucicola Descamps, 1976
- Saltonacris peruviana Descamps, 1976
- Saltonacris phantastica Descamps, 1980
- Saltonacris rondoniae Descamps, 1980
- Saltonacris scalprifer Descamps, 1980
- Saltonacris scapulosa Descamps, 1980
- Saltonacris tarapotensis Descamps, 1976